# Уорнок, Стивен
Сти́вен Дэвид Уо́рнок (англ. Stephen David Warnock; 12 декабря 1981) — английский футболист, защитник.

## Карьера

### «Ливерпуль»
Уорнок является воспитанником футбольной академии «Ливерпуля» и, прежде чем дебютировать в первой команде «красных», дважды отправлялся в аренду — сначала в «Брэдфорд Сити», а затем в «Ковентри Сити». Впервые он вышел на поле в матче «Ливерпуля» в августе 2004 года, произошло это в третьем квалификационном раунде Лиги чемпионов в поединке с австрийским «Грацем». Уорнок играл довольно уверенно и по ходу сезона смог вытеснить из состава опытного, но склонного к травмам австралийца Харри Кьюэлла.
В сезоне 2005/06 он окончательно переместился в защиту, где ему пришлось конкурировать с норвежцем Йоном-Арне Риисе. Свой первый (и последний) гол за «Ливерпуль» Стивен забил 15 марта 2006 года в ворота «Фулхэма». К началу сезона 2006/07 Уорнок стал проявлять всё больше недовольства своим положением в команде, и в конце концов, клуб решил расстаться с ним, продав его в «Блэкберн Роверс», где Стивен мог бы получить больше игровой практики.

### «Блэкбёрн Роверс»
Хотя сделка между двумя клубами планировалась ещё летом 2006 года, состоялся переход только в январе 2007. Изначально предполагалось, что в обмен на Уорнока «Ливерпуль» получит защитника Лукаса Нила, однако австралиец в последний момент предпочёл Ливерпулю Лондон и перешёл в «Вест Хэм Юнайтед». В итоге трансфер Уорнока «Блэкбёрн» оплатил деньгами. Предполагается, что сумма составила около полутора миллионов фунтов. Дебют Уорнока в новой команде состоялся в матче четвёртого раунда Кубка Англии против «Лутон Таун», в котором была одержана победа со счётом 4:0. Свой первый гол Стивен забил 25 февраля 2007 года в матче против «Портсмута» (3:0).

### «Астон Вилла»
Летом 2009 года стало известно о том, что «Астон Вилла» намерена выкупить контракт Уорнока у «Блэкбёрна». 26 августа это подтвердил официальный сайт бирмингемского клуба, а 27 августа было объявлено о том, что Стивен перешёл в «Астон Виллу». В качестве игрока «негодяев» он был представлен перед матчем Лиги Европы против венского «Рапида», который новый клуб Уорнока выиграл со счётом 1:2.

### «Лидс Юнайтед»
В последний день трансферного окна 31 января 2013 года Уорнок подписал двухлетнее соглашение с «Лидс Юнайтед». Дебютировал за свой новый клуб 9 января 2013 года в матче против «Вулверхэмптон Уондерерс», первый гол в составе «Лидса» Стивен забил 2 марта 2013 года в матче против «Миллоула».

### Сборная Англии
Уорнок был впервые вызван в сборную Англии 29 августа 2005 года, причиной вызова послужила не столько его отличная игра, сколько дефицит английских игроков, которые могли бы сыграть на этой позиции. Но до 2008 года Стивен так ни разу и не сыграл за сборную. Возможно, это связано с тем, что Футбольная ассоциация Англии не рассматривает всерьёз «Блэкберн» в качестве команды, которая может воспитывать игроков для сборной. Тем не менее в мае 2008 Фабио Капелло вызвал Уорнока на сборы перед двумя товарищескими матчами англичан против США и Тринидада и Тобаго. 1 июня Стивен дебютировал в национальной сборной своей страны в матче с последней из этих команд.

## Достижения
Ливерпуль
- Кубок Англии: 2005/06
- Лига чемпионов УЕФА: 2004/05
- Суперкубок УЕФА: 2005